# アルベルト・コンタドール
アルベルト・コンタドール・ベラスコ（Alberto Contador Velasco, 1982年12月6日- ）は、スペイン・マドリード生まれの元自転車競技ロードレース選手。2007年のツール・ド・フランスと2008年のジロ・デ・イタリアおよびブエルタ・ア・エスパーニャで総合優勝し、史上5人目となるグランツール完全制覇達成者となった。

## 経歴

### デビューまで
幼少期はサッカーや陸上に親しんでいたが、自転車競技をやっていた兄の影響を受け、自身も競技を始めるようになる。そして2002年にスペインのU-23個人タイムトライアルで優勝するなどの実績をあげて、2003年にオンセ・エロスキでプロデビュー。
同年のツール・ド・ポローニュでステージ優勝を飾りプロ初勝利を飾ったほか、ブエルタ・ア・カスティーリャ・レオンでも総合4位に入り、期待の若手選手としての評価を高めていった。

### 生命の危機と復活
しかし2004年5月12日、出場していたアストゥリアス一周の第1ステージで突然意識を失って落車。緊急輸送された病院で脳の海綿状血管奇形が原因と判明。緊急の開頭手術が行われた。一時は生死の境をさまよう重体に陥ったが、半年間の入院期間を経て退院。その復帰初戦となった2005年の1月に開催されたツアー・ダウンアンダーの第5ステージで優勝を果たして復調ぶりをアピールした他、同年3月が最後の開催となったセトマナ・カタラナ（カタロニア週間レース）では総合優勝を果たした。
その後、バスク一周では、優勝のダニーロ・ディルーカ、2位のダヴィデ・レベッリンのイタリア勢に続く総合3位に入りポイント賞を獲得。ツール・ド・ロマンディでもステージ勝利をあげて総合4位に入った。さらに初出場となったツール・ド・フランスでは総合31位、マイヨ・ブラン（新人賞）争いでは3位に入り、活躍の場を一気に広げていった。

### 2006年シーズン
この年はツール・ド・ロマンディステージ1勝をあげて総合でも2位。ツール・ド・スイスでもステージ勝利を上げる活躍を見せたが、ツール・ド・フランス開催の迫る5月末に行われたドーピング摘発作戦オペラシオン・プエルトで所属チーム監督が逮捕され、スポンサーが撤退。一時はチーム解散の危機に会う。その後新たなスポンサーがつき出場のめどこそついたが、直後にUCIからドーピングの疑いがあるとしてコンタドールに出場停止処分が下される憂き目にあった（その後無罪となり停止処分は解除されている。また今回の騒動と発端となったスペイン人医師もコンタドールは知らないと語ったとされる）。
さらに追い討ちをかけるように、ブエルタ・ア・エスパーニャに向けた調整のために出場していたブルゴス一周の第4ステージ終了後、突然の失神。幸いすぐに意識を取り戻したものの、2年前の多孔性血管腫の後遺症と診断され、大事をとるためブエルタの出場はキャンセル。その後もレースに出ることのないままシーズンを終え、結局オペラシオン・プエルトのあおりでこの年いっぱいでチームも解散。新しい所属先を探すことになった。

### 2007年シーズン

#### シーズン序盤－新チームでの活躍－
2007年1月にディスカバリー・チャンネル プロ・サイクリングチームへ移籍。
パリ〜ニースでは頂上ゴールが設定された第4ステージでステージ優勝を遂げたほか、最終ステージで総合首位だったダヴィデ・レベッリンを逆転して総合優勝を果たし、初のメジャータイトルを獲得。続くブエルタ・ア・カスティーリャ・イ・レオンでも総合優勝を果たした。

#### シーズン中盤－ツール・ド・フランス総合優勝－

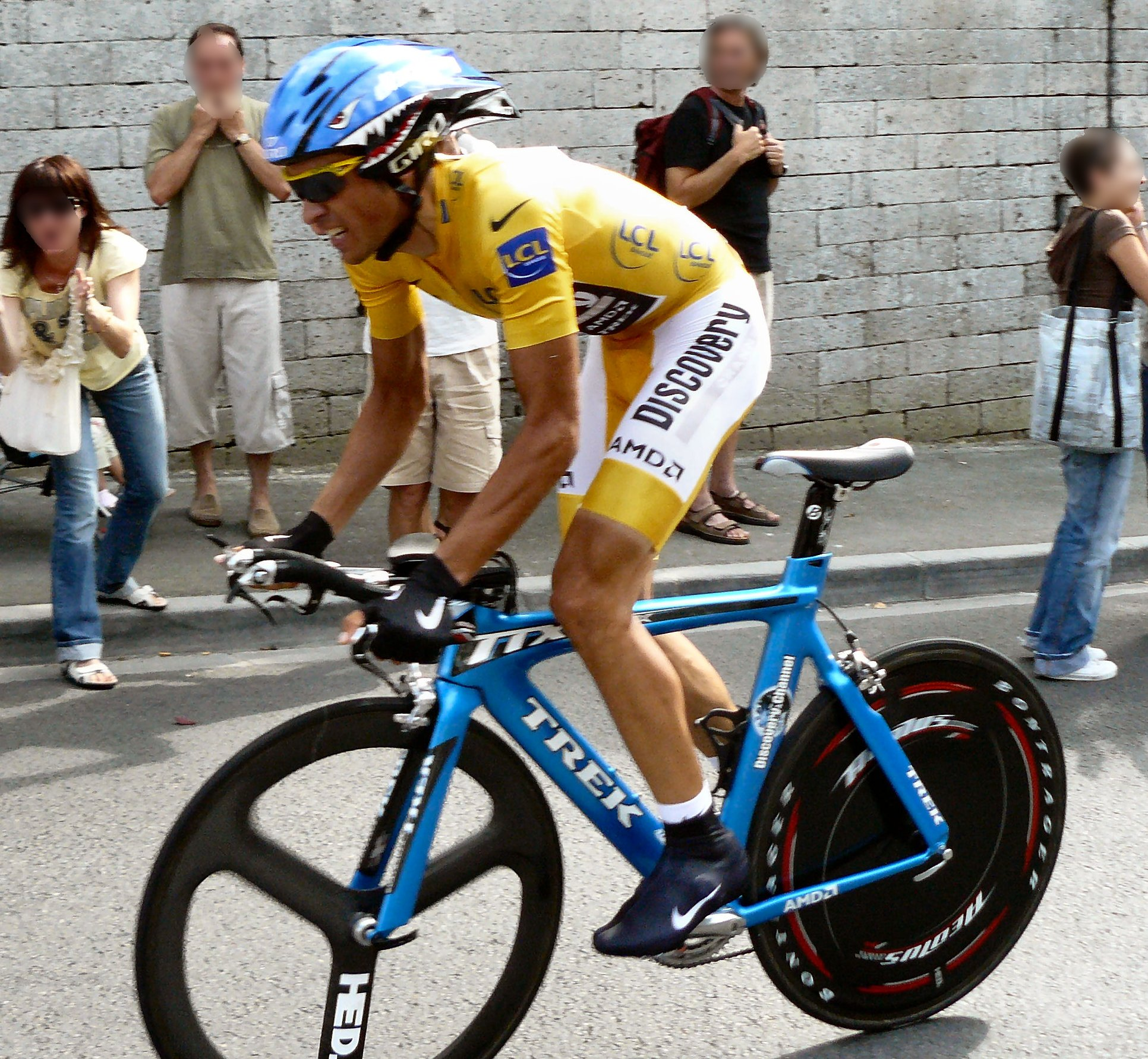

この勝利が評価され、ツール・ド・フランスではリーダーゼッケンをつけるリーヴァイ・ライプハイマーに次ぐ2番手のポジションを与えられ、同年のジロ・デ・イタリアでエースを務めたヤロスラフ・ポポヴィッチをアシストに従えるという贅沢な布陣で挑むことになった。
2つの超級山岳パイエル峠（標高2001m、平均勾配7.2%、長さ16.8km）とプラトー・ド・ベイユ（標高1780m、平均勾配7.9%、長さ19.7km）を登る第14ステージ山頂ゴールにおいて、初のステージ優勝を果たして総合でも2位に浮上。総合首位だったミカエル・ラスムッセンに第16ステージで競り負けて差を広げられたものの、次ステージ前にラスムッセンが棄権したことによりついに総合トップへ浮上。第17ステージ終了後に待望のマイヨ・ジョーヌを手中にした。
この時点で総合2位のカデル・エヴァンスとの差は1分53秒、4位のライプハイマーとも2分49秒差にとどまり、両者が得意とする個人タイムトライアルが行われる第19ステージの結果次第では逆転の可能性があったが、懸命の走りで区間5位に食い込み、ステージ優勝したライプハイマーから2分18秒、エヴァンスからも1分27秒遅れにとどめて23秒差でエヴァンスを振り切り総合1位を死守。史上まれに見る接戦を制して、24歳の若さ、そしてグランツール2回目の出場にして総合優勝を達成。新人賞のマイヨ・ブランも同時に獲得し、ローラン・フィニョン（1983年）、ヤン・ウルリッヒ（1997年）に続く3人目のツール・ド・フランス総合優勝＆新人賞同時獲得者となった。

#### シーズン終盤－移籍先探しに奔走－
しかし、ツール・ド・フランスが終了した翌7月30日に オペラシオン・プエルトに関連して、コンタドールの名前が書かれたリストをドイツ警察当局が入手したという話を契機として、ドーピング疑惑が浮上。これに対して本人は一貫して潔白を主張し、疑惑を証明するような事実も出てこなかったが、当年限りで所属チームのディスカバリーチャンネルが解散することを決定したことも重なり、シーズン終盤は、レース出場よりも、移籍先探しに奔走せざるを得なくなった。
そのためツール・ド・フランス以降は、カテゴリーの低いレースに出場することはあっても、世界自転車選手権やUCIプロツアー対象レースに出場することはなかったものの、ツール・ド・フランスなどでの活躍が高く評価され、2007年度のヴェロ・ドールを受賞。大飛躍のシーズンを締めくくった。

### 2008年シーズン

#### アスタナ移籍後の不運
2008年は、エースだったアレクサンドル・ヴィノクロフをドーピング疑惑で失い、チームの建て直しが急務だったアスタナに監督として迎えられたヨハン・ブリュイネールから誘いを受けたこともあり、ライプハイマーら5名のチームメイトとともにアスタナへ移籍。
しかし、この年はUCIとアモリ・スポル・オルガニザシオン(ASO)の対立のあおりで、前年度に大きなドーピング問題のあったアスタナをASOが主催するレースには招待しないという表明（詳しくは、パリ〜ニース2008#ASOがUCIを排斥を参照）がなされ、前年度の総合優勝者でありながらツール・ド・フランスの出場が不可能となってしまったほか、ジロ・デ・イタリアを主催するRCSがジロ・デ・イタリアについてもアスタナを招待しないことに決したことから、一時は当年のジロ出場も不可能となった。

#### 急遽参加のジロ・デ・イタリアで総合優勝

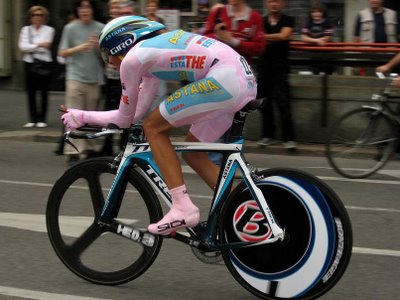

上述の問題から、途中移籍騒動まで持ち上がったが、当人はこの噂を否定。その渦中に開催されたブエルタ・ア・カスティーリャ・イ・レオンでは連覇を達成した。さらにバスク一周でも第1ステージから総合首位に立ち、そのまま最後まで首位を守って総合優勝して実力を猛アピール。さらにツール・ド・ロマンディでもアンドレアス・クレーデンが総合優勝するなどアスタナの活躍が続いたためか、ジロ・デ・イタリアを主催するRCSが開催一週間前になって急遽招待を決定した。しかしこの時、コンタドールはバカンス中で「ビーチでトレーニングしていた」とコメント。まったくコンディション調整をしていないままで参加する事態になり、そのうえ前年のツール・ド・フランス総合優勝者ということで周囲からも厳しいマークにあうことになった。
それでも徐々に調子をあげていき、第8ステージでの落車で左腕の橈骨にヒビが入ってしまう事態に見舞われたものの幸いにして怪我の程度は軽く、厳しい上りが設定された第10ステージの個人タイムトライアルではステージ2位の快走を見せて総合で4位まで浮上。その後の山岳ステージでも堅実な走りを見せ、第15ステージ終了後、ついに総合首位に立ってマリア・ローザを獲得。その後も、第16ステージではプラン・デ・コロネス（標高2273m、平均勾配8.4%、最大勾配24%)へのヒルクライム個人タイムトライアルにおいてステージ4位など3週間を通じて安定した走りをして、区間未勝利ながらもリカルド・リッコやダニーロ・ディ・ルーカらとの激戦を制して、イタリア国籍選手以外では1996年のパヴェル・トンコフ（ロシア）以来12年ぶり、スペイン国籍選手としては1993年のミゲル・インドゥライン以来15年ぶりとなる総合優勝を果たした。

#### グランツール完全制覇

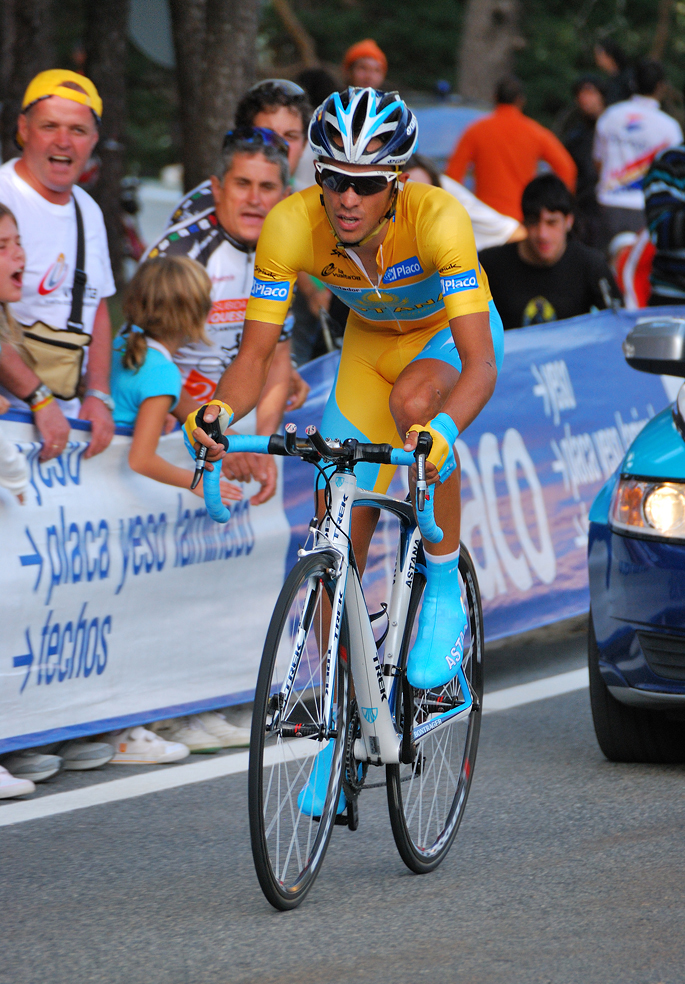
2008年のブエルタ・ア・エスパーニャでマイヨ・オロを着るコンタドール

8月の北京オリンピックでは、男子ロードレースと男子個人タイムトライアルに出場。ロードレースではアシストに徹し、終盤の牽引役を務めた後でリタイア。個人タイムトライアルでは、中間のタイム計測地点ではトップに立ったが、後半ペースが落ち、優勝したファビアン・カンチェラーラに遅れること1分18秒で4位となった。
そして迎えたブエルタ・ア・エスパーニャでは前半は堅実な走りに徹し、最難関と見られた第13ステージの「魔の山」と称されグランツール最難関の山と噂のアングリル(高低差1263m、平均勾配10.3%、最大勾配23.5%)の上りでリーヴァイ・ライプハイマーとの絶妙な連携を見せて総合優勝争いのライバルであるカルロス・サストレを引き離し、しぶとく食い下がるアレハンドロ・バルベルデらも振り切ってステージ優勝。ついにマイヨ・オロ（ゴールデンジャージ）を手中にすると次の第14ステージでも勝利し、その後も安定した走りを見せて総合優勝（複合賞も獲得）。1981年にジョヴァンニ・バッタリンが達成して以来史上3人目、1995年にブエルタが開催時期を現在の開催時期に移行（1994年までは例年概ね、4月から5月にかけての開催）してからは初となる、同一年度におけるジロとブエルタの両レースでの総合優勝達成者となったほか、史上5人目となるグランツール完全制覇の偉業を達成した。

### 2009年シーズン
ヴォルタ・アン・アルガルヴェでは初の総合優勝を飾り、シーズン初頭から好調な走りを見せた。

#### バスク一周連覇
3月に行われたパリ〜ニースでは、第1、第6ステージを制し、第6ステージ終了時点で総合首位に立ったが、第7ステージ終盤にハンガーノックを起して先頭集団から後退、ルイス・レオン・サンチェスに首位の座を明け渡し、総合4位となる。一方、4月に行われたバスク一周では逆に第4ステージにおいて、サンチェスから総合首位の座を奪い、そのまま最後まで守りきって総合連覇を達成した。
前年制覇したジロ・デ・イタリアには参加せず、6月上旬に開催されたドーフィネ・リベレに出場。ツール・ド・フランスのための調整を主眼とした走りで総合3位に入った。また、同月下旬に行われた国内選手権・個人タイムトライアルを制覇。

#### 2度目のツール総合優勝

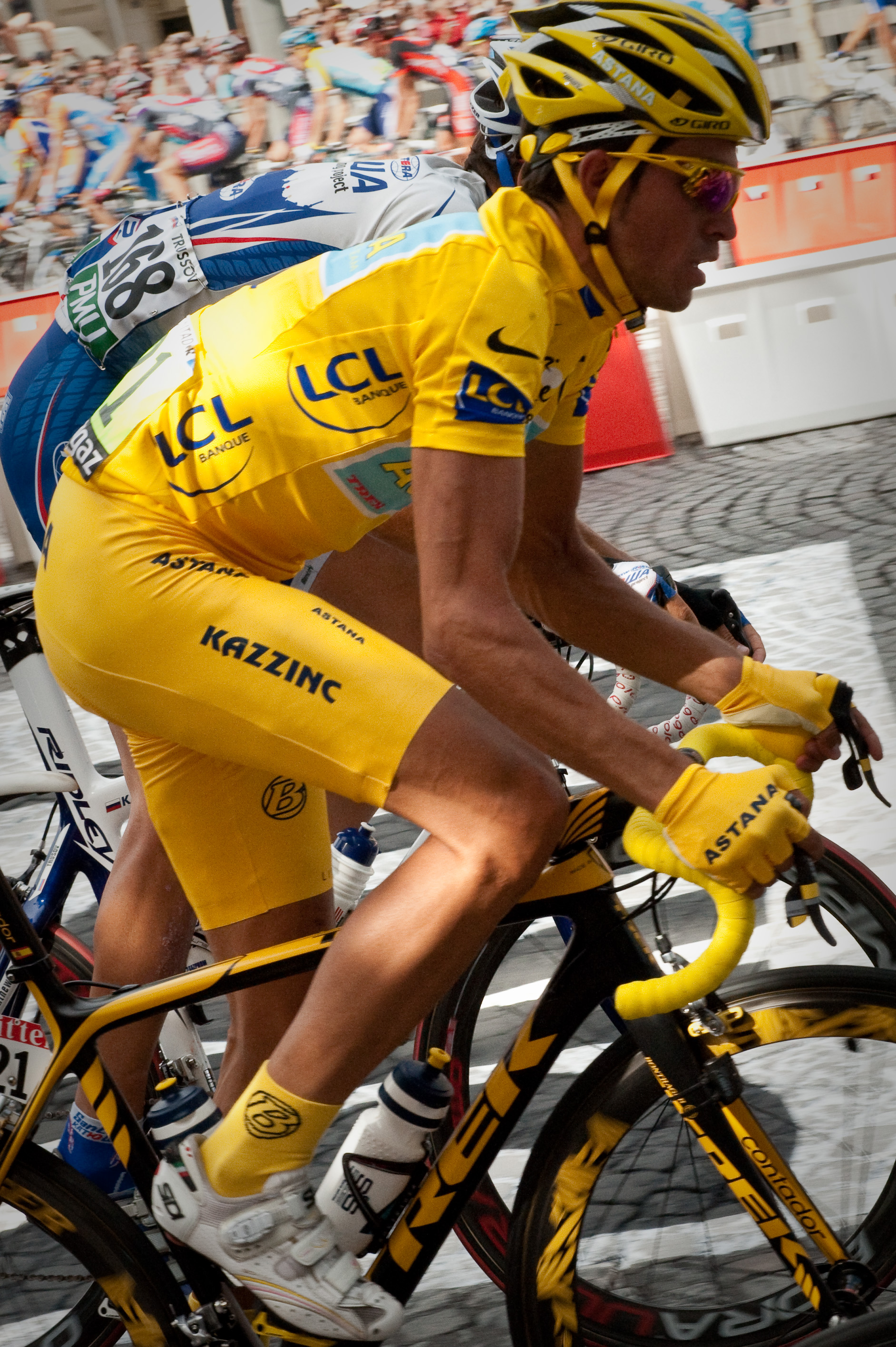

ツール・ド・フランスは2年ぶりの出場となった。
モナコで行われた第1ステージの個人タイムトライアル(ITT)において、ファビアン・カンチェラーラに18秒差の2位に入り、山岳賞部門では首位。第4ステージのチームタイムトライアル(TTT)では区間優勝に貢献する走りを見せた。ピレネー山脈超え山岳ステージ第1ラウンドとなる第7ステージのアンドラ・アルカリス（標高2240m、登坂距離10.6km、平均勾配7.1％）の頂上ゴールでは、強力なアタックを見せて総合争いのライバル達を引き離し、総合首位のリナルド・ノチェンティーニに対し、6秒差の総合2位に浮上。そして、アルプス山脈超え山岳ステージ第1ラウンドとなった第15ステージ、スイス、ヴェルビエ（標高1,468m、登坂距離8.8km、平均勾配7.5％、最大勾配8.5％）の頂上ゴールを制し、総合首位に立った。アルプスでの山岳ステージが終了した直後に行われたアヌシー湖を周回する第18ステージのITTでは、モナコで敗れたカンチェラーラに対して3秒差をつけて破り、2度目の区間優勝。また総合2位のアンディ・シュレクに4分11秒の差をつけ、この時点で2度目の総合優勝に大きく前進。そして最後の勝負どころとなった、モン・ヴァントゥがゴールの第20ステージでは、アンディに1秒たりとも差を縮めさせず決着をつけ、2回目の総合優勝を果たした。

#### UCIワールドランキング初代王者
UCIワールドランキングではツールでステージ3勝、総合優勝を達成したことでツール・ド・スイスまでトップであったアレハンドロ・バルベルデからトップを奪取。その後のレースにはほとんど出場しなかったが（特にワールドカレンダー指定レースはツールがラスト）、ブエルタ終了時点での2位バルベルデに44ポイント差で逃げ切り、バルベルデがイタリア国内でレースができないために最終戦のジロ・ディ・ロンバルディアに出場できないことから、この時点でワールドカレンダー移行後初の年間王者が決定した。

#### 移籍問題
2009年オフ、今年のランス復帰によるアスタナダブルエース体勢に不満があり、またヴィノクロフの復帰によりカザフスタンチーム色が強まる事の懸念、レディオシャック立ち上げによる有力アシスト陣離脱、アスタナの経営難などという様々な不安要素を抱えたコンタドールは移籍を決意。これにはケス・デパーニュ、ガーミン・スリップストリーム、クイックステップら多数のチームが獲得に名乗り出る。しかしながらアスタナの契約があと1年残っており、強制離脱しようとしたときの違約金がかなりの額になる事が発覚。アスタナ内マネージャーの内紛などもあり、残留か、それとも強制離脱なのか、円満離脱なのかは泥沼と化す。
基本的には違約金額の関係で残留しかないと思われていたが、その後契約書に「アスタナがプロツアーチームであれば契約」という文章が発見され、一時期アスタナが経営難を理由にプロツアーライセンスが下りないという報道が有ったために移籍にGoサインが出された。しかしながら11月26日、新たなスポンサーを獲得した事によるプロツアーライセンスの申請が許可された結果、残留が確定した。

### 2010年シーズン

#### 新生・アスタナの始動
昨年までチームにいた有力アシスト陣がチーム・レディオシャックに移籍したため、チームのアシスト力が懸念されていたが、2月に行われたヴォルタ・アン・アルガルヴェを連覇。3月のパリ〜ニースでは、マンドの山頂ゴールとなった第4ステージを制して総合首位に立ち、追いすがるアレハンドロ・バルベルデに11秒差をつけ、3年ぶり2度目の総合優勝。
4月、2連覇中だったバスク一周を回避して、当年より、バスク一周終了後の開催時期に移行となったブエルタ・ア・カスティーリャ・イ・レオンに参加して2年ぶり3度目の総合優勝。その後、これまでめったに出場することがなかった春のクラシックレースに参加することになり、フレッシュ・ワロンヌでは、優勝のカデル・エヴァンスと同タイムで3位に入った。本人曰く、「クラシックの経験を積むため」に参加したという。
6月に行われたクリテリウム・デュ・ドーフィネ（ドーフィネ・リベレ）では、第6ステージのラルプ・デュエズゴールを制し総合2位とポイント賞を獲得。その後連覇を期してツール・ド・フランスへと挑んだ。

#### ツール・ド・フランス

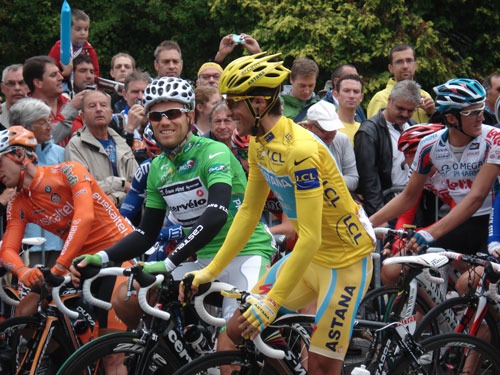

アルプス山脈超え第一ラウンドの第8ステージ終了後、総合3位に浮上。続く同第2ラウンドの第9ステージでは、総合首位に浮上することになるアンディ・シュレクと同タイムでゴールし、総合2位に浮上した。その後4ステージ続くことになるピレネー山脈超えラウンドでは、アンディとの虚々実々の戦いに終始した。第15ステージ、バレ峠付近となる残り24km地点でアンディがアタックを仕掛けると、これを猛追。直後にアンディの自転車のチェーンが外れ、失速したが、構わずに加速を続けた。結局、このアタックが実り、区間7位でゴール。区間12位に終わったアンディに39秒の差をつけ、総合時間差ではわずか8秒差ながらも、ついにマイヨ・ジョーヌを奪取した。アンディのトラブルを待たなかったことに関しては非難する見解と、コンタドールが追撃を始めた後でのトラブルであり、重要な勝負所でレースが動いた局面では待つ必要は無いという見解に意見が分かれたが、表彰台ではブーイングをも浴びることとなった。その後、ツールマレー峠ゴールとなった第17ステージでは、終盤、逆転を期すアンディとのマッチレースが展開されたが、同タイムゴールの区間2位でまとめ、最後の正念場となる第20ステージの個人タイムトライアルを迎えた。迎えた同ステージでは総合上位陣のスタートする時間帯に向かい風が強まりタイムが伸びず、区間優勝のファビアン・カンチェラーラよりも6分近く遅い区間35位に終わったが、区間44位のアンディには31秒の差をつけた結果、アンディを総合タイム39秒差で下し、2年連続3度目の総合優勝を果たした。しかし、2012年2月にドーピング違反が認定されたことにより、この優勝は剥奪された。
ツール・ド・フランス終了後、チーム・サクソバンクの後身チーム名である、サクソ・バンク - サンガードに移籍することが決まった。

### 2011年シーズン
2011年はクレンブテロールの陽性反応問題を引きずったままシーズンインを迎えた。
ヴォルタ・アン・アルガルヴェから始動。カタルーニャ一周の前哨戦となるブエルタ・ア・ムルシアで総合優勝し、カタルーニャ一周では、アンドラのバユノルの山頂ゴールとなった第3ステージを制して総合首位に立つと、最終ステージまで守りきって総合優勝を果たしたが、2012年2月にドーピング違反が認定されたことにより2011年1月25日から出場停止処分が適用され、出場停止期間中とされたことで優勝は剥奪された。

#### ジロ・デ・イタリア

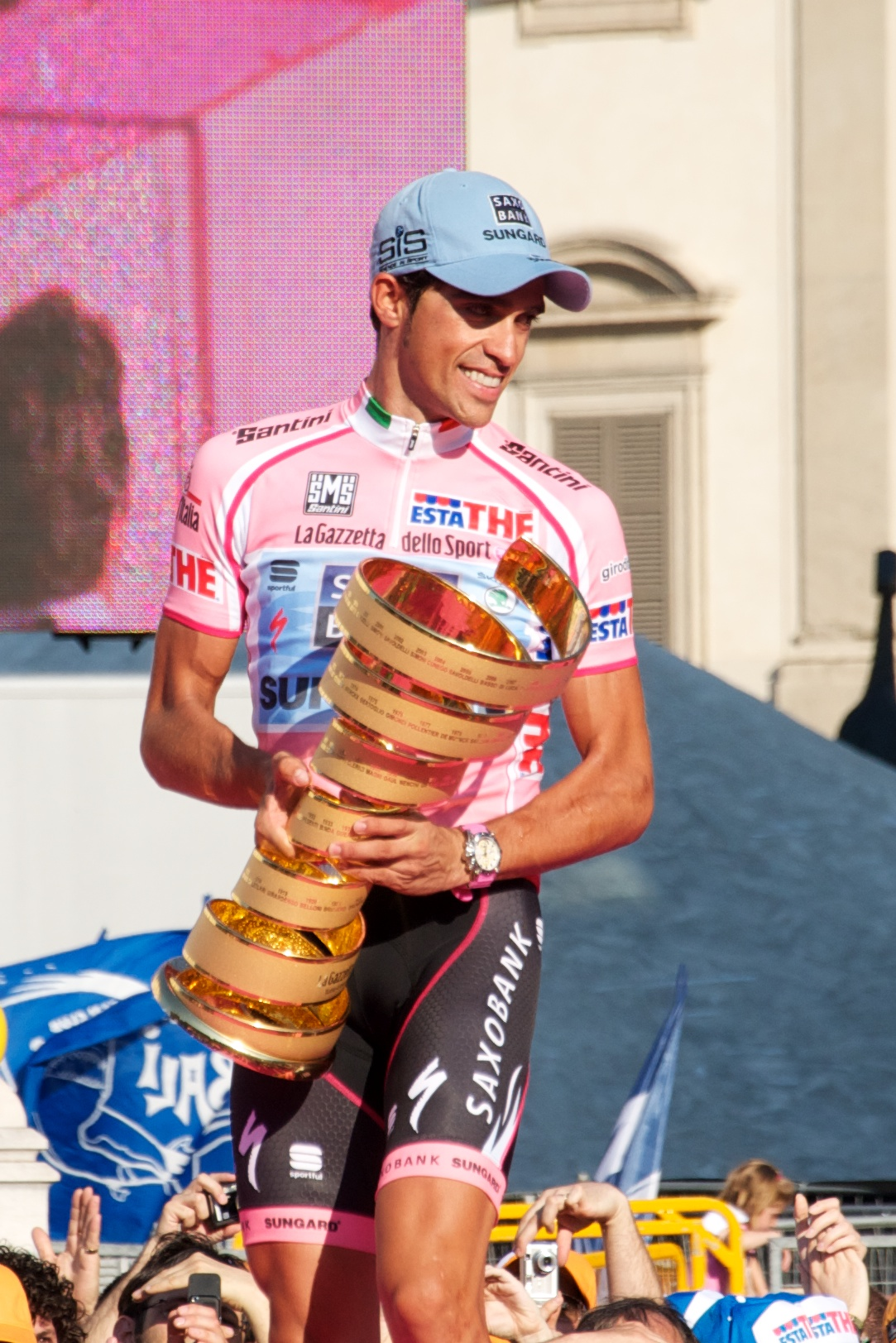

3年ぶりに出場したジロ・デ・イタリアでは、好調のミケーレ・スカルポーニと、前年のブエルタ・ア・エスパーニャ総合優勝者であるヴィンチェンツォ・ニバリとの三つ巴戦が予想されたが、エトナがゴールの第9ステージで2人を圧倒して区間優勝を果たしてマリア・ローザを奪取すると、その後のモンテ・ゾンコランやセストリエーレなどの山岳コースゴール区間でも安定した走りを見せ、何と総合2位のスカルポーニに対し6分10秒ものリードをもって総合優勝。ポイント賞も併せて獲得した。また、山岳賞部門でも、第13、14STで首位に立ち、両区間では3部門で首位を経験した。そしてこれで、グランツール出場機会6連続優勝を果たしたが、後にドーピング違反の出場停止期間中とされ優勝は剥奪となった。

#### グランツール
2011年のツール・ド・フランスでは、第1ステージの落車で1分以上のタイムをロスしたものの、当初は「ちょうど良いハンデキャップなのではないか」という声もあった。しかし、最初のピレネー山岳ステージとなった第12ステージで優勝候補達から遅れを取ると、ジロの疲れから回復し切れていないことが明らかとなった。アルプスに入った16、17ステージでアタックして遅れを多少取り戻したものの、ガリビエ峠にゴールする第18ステージでは再びカデル・エヴァンス等から遅れ、最終的には総合5位で終わり、出場グランツール連勝記録は途絶えた（後に2012年2月にドーピング違反が認定により2011年1月25日から出場停止処分が適用されたことで順位も剥奪された）。
なお、2011年シーズンはツール・ド・フランスをもって活動を終了することになった。

### 2012年シーズン

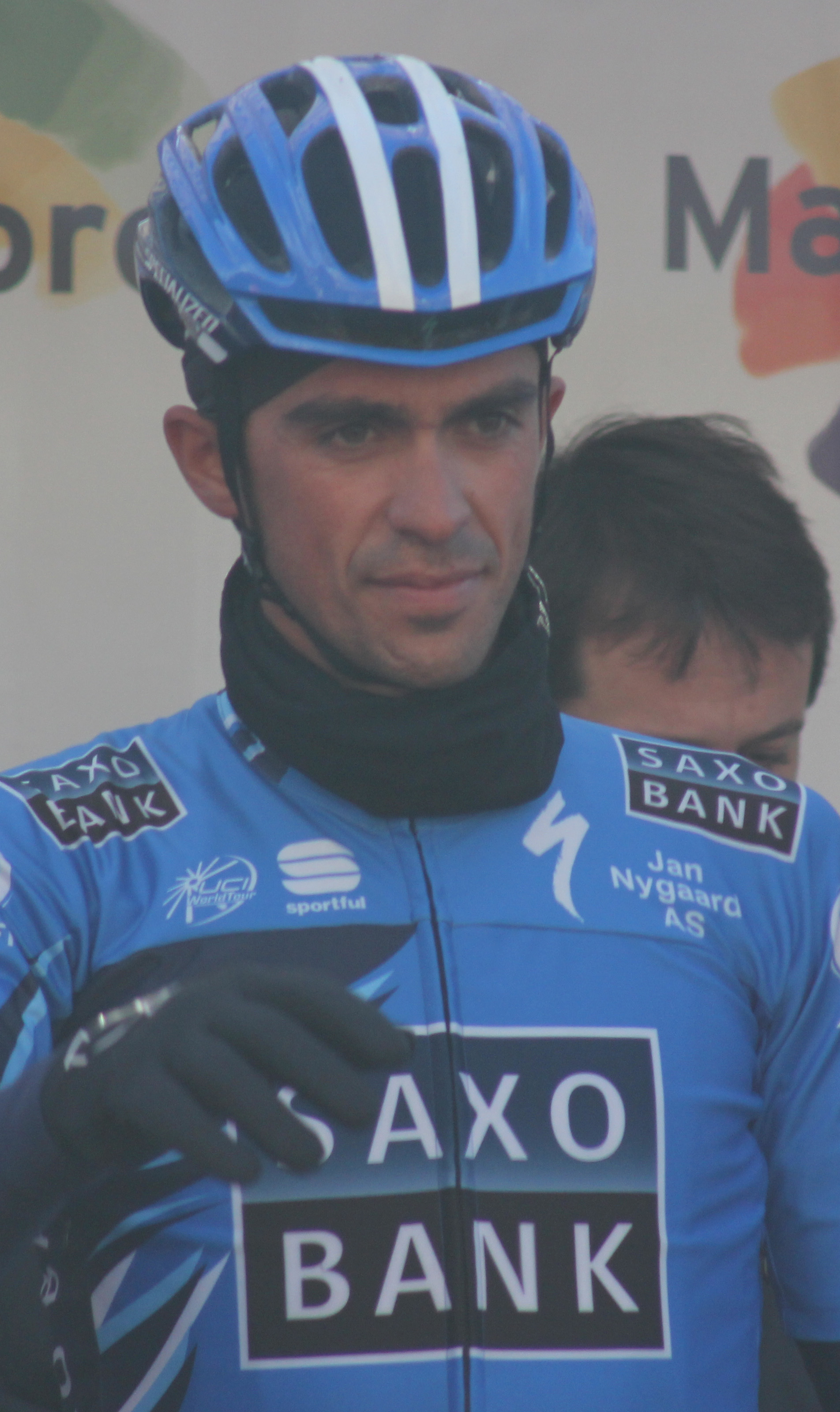

#### ドーピング有罪、タイトル剥奪へ
- 2月6日、英テレグラフ紙などの報道各社は、CASがコンタドールのドーピング違反を認定し、2年間の出場停止を裁定したと報じた[29]。出場停止処分は2011年1月25日から適用され、既に受けていた暫定的な出場停止処分の5ヶ月と19日間（2010年8月26日〜2011年2月14日）を差し引き、処分は2012年8月4日までとなる。2012年のジロ・デ・イタリアとツール・ド・フランスへの出場はできなくなり、また出場停止期間の成績は無効となるため、違反のあったとされる2010年のツール・ド・フランスとともに、2011年のジロ・デ・イタリアの総合優勝も剥奪されることとなった[30]。
- 2月7日、チーム・サクソバンクはUCIとの規定に基づきコンタドールとの契約を解除すると発表した[31]。
- 6月8日、当年8月より、3年契約でチーム・サクソバンクに復帰することが明らかになった[32]。

#### ブエルタ・ア・エスパーニャ総合優勝
- 8月6日開幕のエネコ・ツアーより活動復帰[33]。総合4位に入った。
- 続いて、ブエルタ・ア・エスパーニャに出場。序盤から中盤にかけて、ホアキン・ロドリゲス、クリス・フルーム、アレハンドロ・バルベルデと総合首位争いする展開となり、第11ステージの個人タイムトライアル(ITT)終了時点では、首位のロドリゲスにわずか1秒差につけた。ところが、ほとんどが平坦ながらも、ゴール地点だけ『激坂』というトリッキーなレイアウトとなった第12ステージでロドリゲスの後塵を拝し[34]、さらに超級カテゴリゴールが3ステージ続いた第14〜16ステージにおいてもじりじりとロドリゲスに離される展開となった。第16ステージ終了時点において、ロドリゲスとの差は28秒[35]。もっとも、その後の区間はITTがなく、さらに山岳ステージも1つしかないため、ロドリゲスの総合優勝が現実味を帯びてきたかと思われた第17ステージ、ゴールまで約51kmもある2級山岳カテゴリのラホス峠付近よりアタックをかけたところ、後続の反応が意外と悪かったため、その動きを察知したコンタドールが、残り約23km地点で先頭グループから抜け出しを図るべく再度アタックをかけたが、それに対応できたのはパオロ・ティラロンゴだけだった。その後、バルベルデが猛追し、最後はコンタドールに6秒差まで詰め寄ったが、コンタドールが逃げ切って区間優勝[36]。そして、総合首位だったロドリゲスが2分38秒遅れの区間10位でゴールするのがやっとだったため、ついにコンタドールが同ステージ終了後にマイヨ・ロホを奪取した。その後も総合首位を守ったコンタドールは、4年ぶり2度目のブエルタ総合優勝を果たした。

### 2013年シーズン

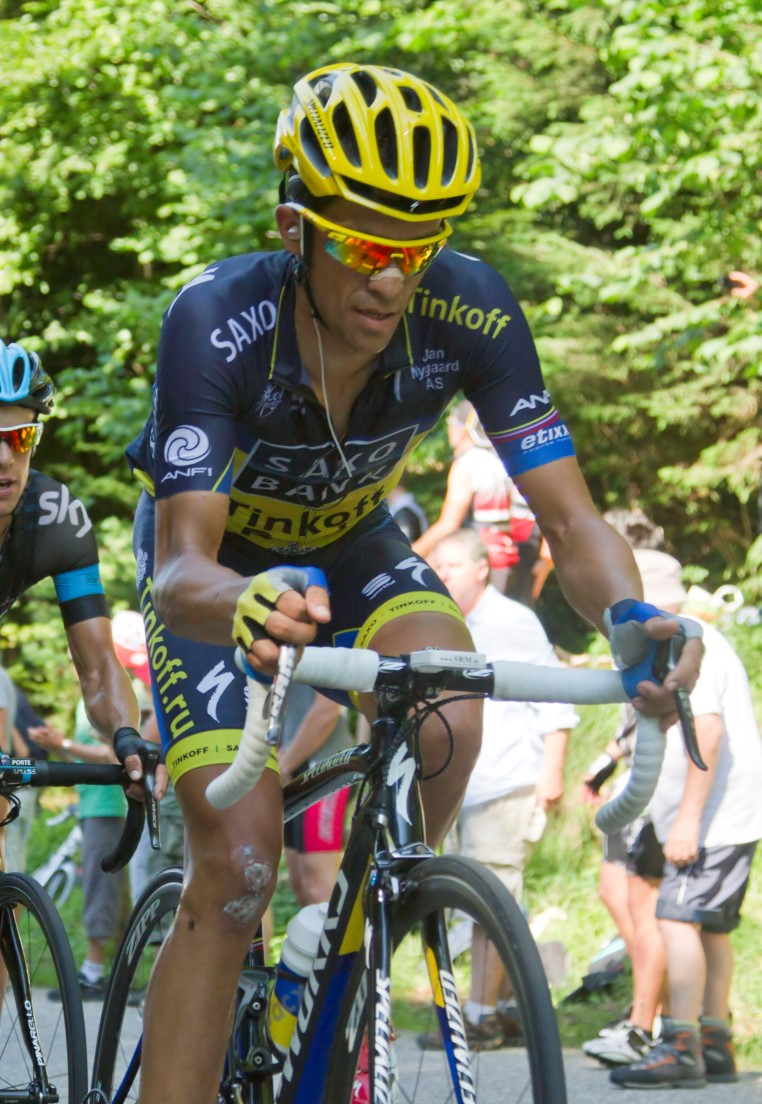

- ティレーノ〜アドリアティコ 総合3位・ポイント賞
- バスク一周 総合5位
- クリテリウム・デュ・ドフィネ 総合10位
- ツール・ド・フランスでは、第20ステージでナイロ・キンタナとホアキン・ロドリゲス、マイヨ・ジョーヌのクリス・フルームの先行を許してしまい総合2位から総合4位へ転落。しかしチーム総合では所属していたサクソ・ティンコフはトップだったため、辛うじてパリの表彰台に登壇することができた。

### 2014年シーズン
- ティレーノ〜アドリアティコ 総合優勝
- カタルーニャ一周 総合2位
- バスク一周 総合優勝
- ツール・ド・フランスでは、第5ステージで昨大会王者のクリス・フルームが早々にリタイア。しかしもう1人のライバルであるヴィンチェンツォ・ニバリの先行を許してしまう。ところが、第10ステージの峠の下りで落車し、右足脛骨高原骨折によりリタイアとなった。

#### ブエルタ・ア・エスパーニャ総合優勝
- ブエルタ・ア・エスパーニャでは、同じくツールをリタイアしたクリス・フルームや同年ツールで総合4位となったアレハンドロ・バルベルデらとマイヨ・ロホ争いを展開した。クイーンステージである第16ステージで優勝し、復活を印象づける。アンカレス峠への頂上ゴールとなった第20ステージでフルームとの一騎打ちに。ペースを変えて揺さぶるフルームの攻撃に動じず、1発でアタックを決めてステージ優勝。個人タイムトライアルの第21ステージでも安定した走りを見せ、自身3度目の総合優勝を達成した。

### 2015年シーズン

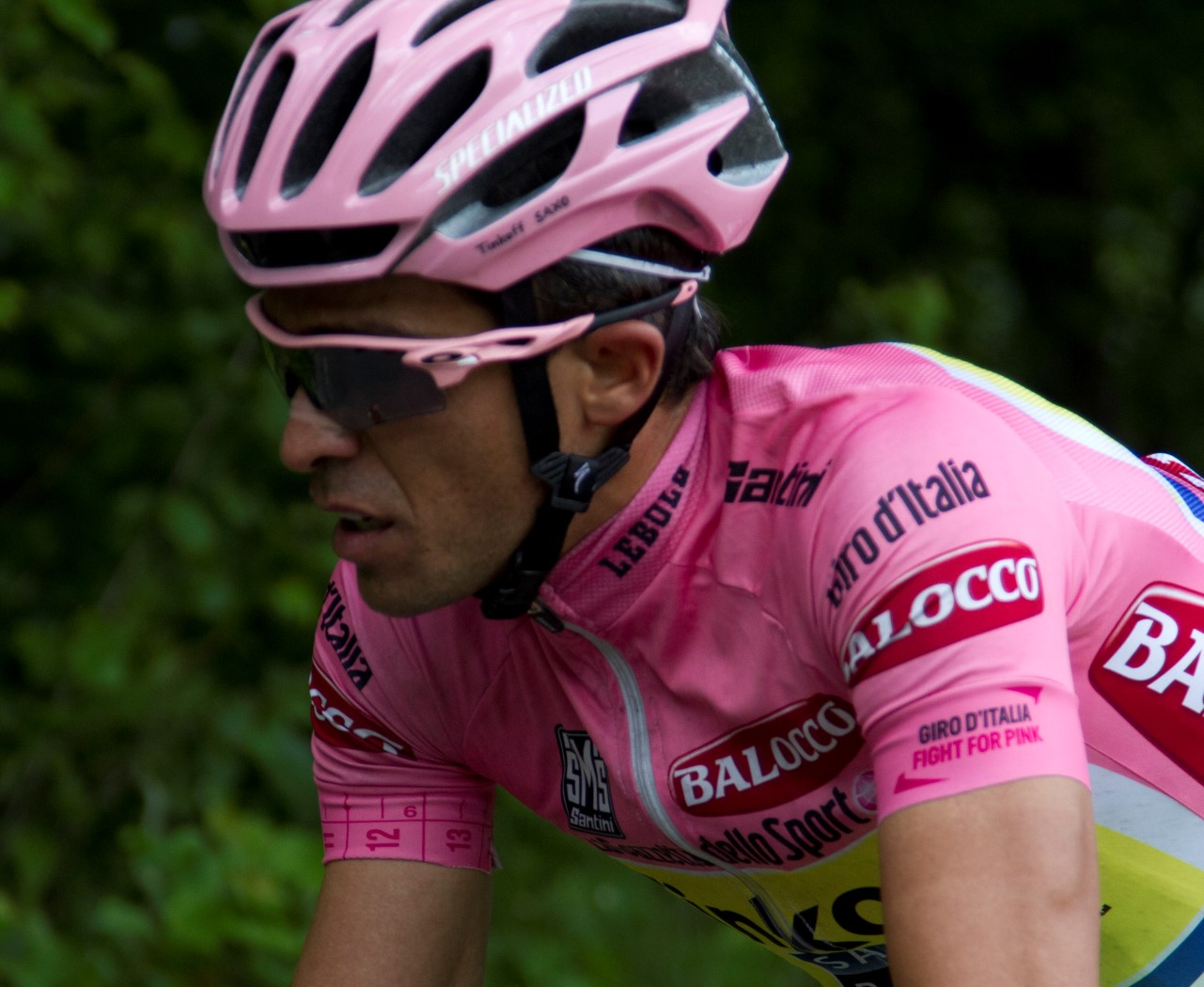

- ブエルタ・ア・アンダルシア 総合2位
- ティレーノ〜アドリアティコ 総合5位

#### ジロ・デ・イタリア総合優勝
- ジロ・デ・イタリアに4年振りに出場。第5ステージで早くもマリア・ローザを獲得。しかし第13ステージで残り3.1～2km地点の落車に巻き込まれ、ファビオ・アルにマリア・ローザを奪われてしまう[37]。翌日の第14ステージの長距離(59.4km)個人タイムトライアルでアルからたった1日でマリア・ローザを奪取。第19,20ステージではアルのステージ優勝を許すも、膨大なリードを守り抜き、アルに1分53秒差をつけて自身2度目のジロ総合優勝を果たした。

- ルート・デュ・スュド 総合優勝
- ツール・ド・フランス
  - ダブルツールを目指して臨んだツール・ド・フランスでは、第2ステージでチーム総出の横風分断作戦を決行。この結果、ナイロ・キンタナとヴィンチェンツォ・ニバリ、アレハンドロ・バルベルデら総合争いのライバルたちに対し約1分のリードを築く。しかし、ラ・ピエール・サン・マルタンへの頂上ゴールとなった第10ステージでステージ優勝したクリス・フルームから大きく遅れてしまう。さらに第19ステージでは二バリの独走ステージ優勝を許してしまい総合5位に後退。表彰台へのラストチャンスとなった第20ステージのラルプ・デュエズでも遅れ、総合優勝したフルームから9分48秒遅れの総合5位という結果となった。

### 2016年シーズン
- パリ〜ニース 総合2位
- カタルーニャ一周 総合2位
- バスク一周 総合優勝

- 春先のパフォーマンスの良さを受け、現役引退を撤回する。

- クリテリウム・デュ・ドフィネ プロローグ 優勝
- ツール・ド・フランス 第9ステージ途中棄権
  - 7年振りの王座奪還を目指し出場。しかし第1ステージでいきなり落車。続く第2ステージでも落車に巻き込まれ、ここでライバルたちに1分ほど遅れをとってしまう。落車の影響からか、第5ステージではライバルたちのアタックによりペースが上がった集団から脱落。結局、微熱だったこともあり第9ステージの途中でリタイアした。

- シーズン前からの目標であったリオ五輪は回避。

- ブエルタ・ア・ブルゴス 総合優勝
- ブエルタ・ア・エスパーニャ 総合4位、総合敢闘賞
  - 前哨戦であるブルゴスを制して臨んだブエルタでは、初日のチームタイムトライアルでいきなり出遅れてしまう。第7ステージでは落車。しかし第15ステージで、スタート直後にアタック。マイヨ・ロホのナイロ・キンタナも追い付き、抜け出した選手達の集団は協調してフルームのいる後続集団を引き離す。ステージ優勝は出来なかったが一気に総合4位にジャンプアップ。第19ステージの個人タイムトライアルでエステバン・チャベスを逆転し表彰台圏内の総合3位となるも、第20ステージでチャベス擁するオリカ・バイクエクスチェンジの総攻撃を喰らい、再びチャベスに逆転され総合4位でフィニッシュ。総合表彰台には僅か13秒届かなかったが、総合敢闘賞を受賞し、地元マドリードの大声援を受けた。

### 2017年シーズン

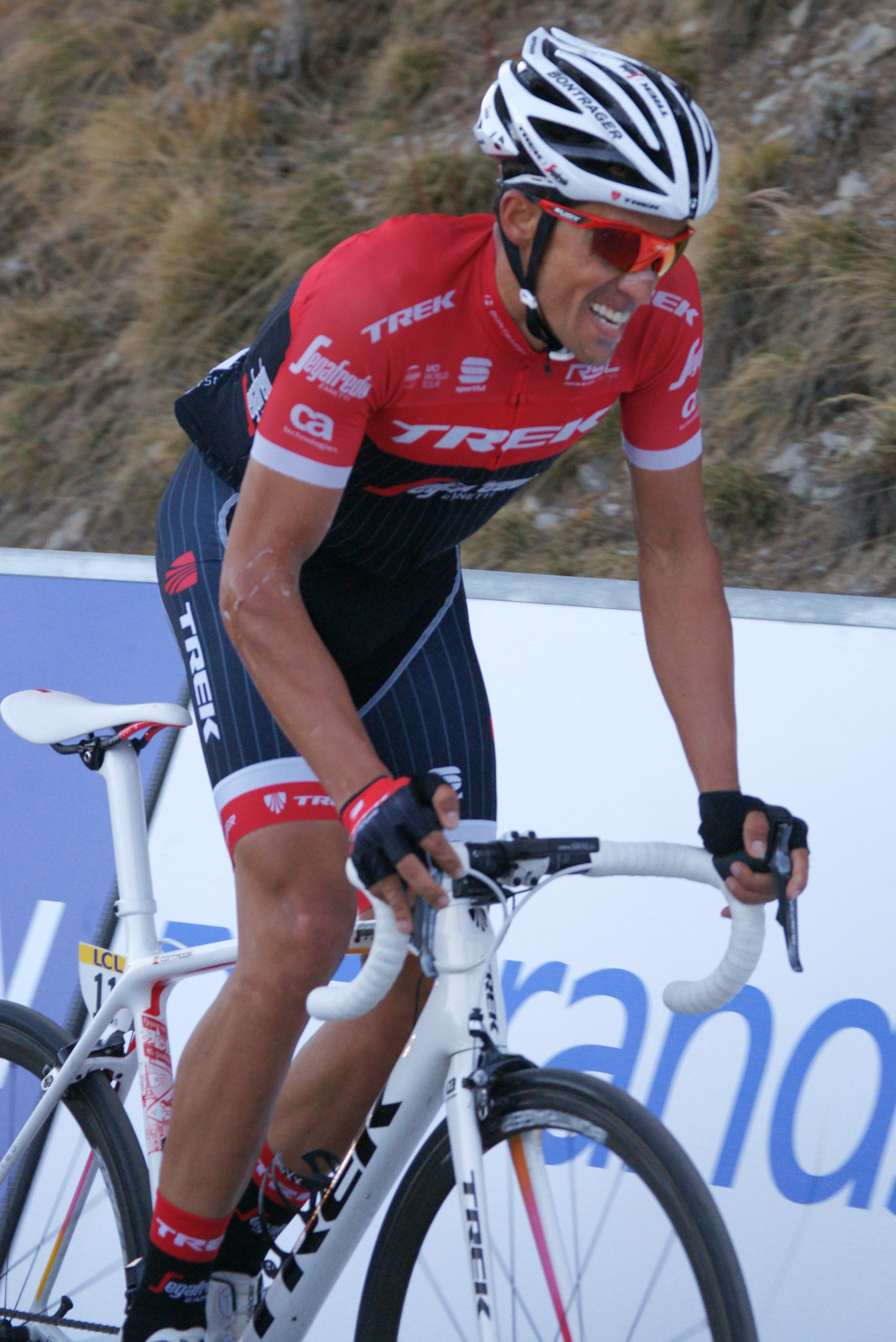

トレック・セガフレードと1年契約を結び、かねて言っていたとおり現役続行。
- パリ～ニースでは2年連続でスカイの前に屈し、総合2位。
- ボルタ・シクリスタ・ア・カタルーニャでも、絶好調アレハンドロ・バルベルデに届かず総合2位。
- ツール・ド・フランス 総合9位
  - バウケ・モレマや大ベテランアイマル・スベルディアなどの強力で豪勢な布陣で昨年の雪辱を果たすべく出場。しかし第9ステージで遅れてしまう。第13ステージではミケル・ランダとともに集団から飛び出すも、最後の山岳であるミュール・ド・ペゲールで山岳賞ジャージを着るワレン・バルギルとナイロ・キンタナに追いつかれ、スプリントでバルギルとキンタナに敗れてステージ3位となったが、その攻撃的な走りが評価され敢闘賞を受賞。ガリビエ峠を越える第17ステージで再び逃げに乗るがプリモシュ・ログリッチのアタックに対応できずステージ優勝を逃し、さらにガリビエ峠の頂上でメイン集団に追いつかれて、またさらにマイヨ・ジョーヌ集団からも遅れ、タイム差を広げられてしまうが、2度目の敢闘賞を受賞。続く第18ステージではラストのイゾアール峠でアタックしたバルギルを追うものの、山岳王バルギルのペースについていけず、バルギルに総合順位で逆転(バルギル9位、コンタドール10位)されてしまう。しかし、マルセイユでの個人タイムトライアルとなった第20ステージで6位に入り、バルギルを逆転し総合9位でフィニッシュした。

- 8月7日、ブエルタ・ア・エスパーニャを最後に引退することを自身のインスタグラムで発表した。[38]

- ブエルタ・ア・エスパーニャ 総合5位、総合敢闘賞、区間優勝 (第20ステージ)
  - 現役最終レースとして臨んだブエルタでは、早くも山岳ステージとなった第3ステージで他の総合勢から遅れを喫してしまう[39]。結果的にこの遅れが総合表彰台を逃すことに繋がった。第8,9ステージでは復調し、レース中盤で漸く総合トップ10に入る。第16ステージの個人タイムトライアルで総合5位に浮上[40]、翌日はステージ2位となり徐々にタイム差を縮めていく[41]。そして、現役最後の山岳ステージとなった第20ステージではハルリンソン・パンタノや、チームの垣根を超えたエンリク・マスのアシストでメイン集団から抜け出すことに成功。残り5kmでついに単独先頭に立つ。しかし、メイン集団からアタックしたクリス・フルームと唯一フルームに追いついたワウト・ポエルスがどんどんタイム差を縮めてくる。しかし、2人の猛追も届かず、17秒差でコンタドールが逃げ切りに成功。現役最後の勝利と「バキューンポーズ」を披露した[42][43][44]。総合成績の表彰台には20秒届かなかったが、総合敢闘賞が授与された[45]。コンタドールの絶対に諦めない精神力と、後半にかけて徐々に調子を上げていく強さを見せた歴史に残るステージ、大会となった。

- 9月20日に東京都、恵美須町のSUBARU STAR SQUAREにて行われたジャパンカップの記者会見での出場選手発表にて、トレック・セガフレードのメンバーとして初来日することが決定。公式戦からは引退しているため、ロードレースには出場しないが、クリテリウムに出場する[46]。
- 10月21日、宇都宮市で行われたジャパンカップ・クリテリウムに出場。序盤からレースをコントロールし、集団の先頭に出て牽引するなど積極的な走りを見せた。クリテリウム三連覇は達成できなかったが、別府史之をアシストする走りでレースを盛り上げた。レース終了後には別府史之とツーショットを撮影し[47]、また観客に「バキューンポーズ」を披露するシーンも見られた。

### 引退後
引退後の2018年には、イヴァン・バッソと共に、スペイン籍のUCIプロコンチネンタルチームとして「ポーラテック・コメタ」を設立。2021年にはイタリアのIT企業・エオーロ（EOLO）が同チームのメインスポンサーに就き、チーム名も「エオーロ・コメタ」に変更された。
さらに2020年には、やはりバッソと共同で、ラテン語で「金」を意味する「AURUM」を冠した自転車ブランド「AURUM MAGMA」を創設。前述のエオーロ・コメタも自チームの自転車として同ブランドを採用している。
2020年10月には、新型コロナウイルス感染症の流行のため中止となったジャパンカップの代替イベント「デジタルジャパンカップ」に出場している。

## クレンブテロール陽性反応
3年越しに亘る論争の末、コンタドールは「陽性」と判定された。

### 2010年
- 9月29日、コンタドールの広報担当者が、ツール・ド・フランス開催期間中である2010年7月21日に行われたドーピング検査結果で、クレンブテロールの陽性反応が出たことを明らかにした[50]。

- これを受けコンタドールは、翌30日に記者会見を行った。その場において、世界アンチドーピング機構(WADA)によると、クレンブテロールの検出量はわずか50ピコグラム(0.000 000 000 05グラム)に過ぎず、この数字はWADAが認める含有量の400分の1以下の数字であることも踏まえ、食物汚染における結果だとして、自身の関与を否定した[51]。

- 国際自転車競技連合(UCI)は、ドーピング関与の疑いをかけるにしてはあまりにも微量であるとして、早急にBサンプル結果に基づいて結論を下したいと言明。最終的な調査が終わるまで、コンタドールを出場保留処分とした[52]。但し、同年春のドーピング検査で同様にクレンブテロールが微量検出され、食物汚染の可能性も指摘された李富玉は2年間の出場停止処分を受けている。

- その後コンタドールは、スペイン産の食肉を摂取した際に汚染されたものだとした訴えをWADAに行ったが、WADAはそのような事実は認められないとして却下した[53]。

- 11月8日、UCIはスペイン自転車競技連盟に対し、コンタドールの処分を検討する審議を開始するよう要請した。UCIの規定では1ヶ月以内に結論を出さねばならないが、スペイン車連は3ヶ月は必要だと主張している[54][55]。

### 2011年
- 2011年1月26日付のエル・パイス（El Pais）紙は、スペイン自転車競技連盟（RFEC）のコンタドールへの裁定は、1月28日、パルマ・デ・マヨルカのホテル・サン・ネット（Hotel Son Net）において、サクソ・バンク - サンガードのGM、ビャルヌ・リースが同席した上で行われ、10日間の裁定不服申し立て期間を置いた上、当年2月9日に決定すると見られると述べた。また同紙は、RFECが水面下でコンタドールに対し、1年間の出場停止を提示したと見られている、とも述べている[56]。

- 1月28日、スペイン自転車競技連会長、フアン・カルロス・カスターニョは同国のラジオ番組において、コンタドールに1年間の出場停止処分を提示したことを表明。また、前年のツール・ド・フランス総合優勝の記録も剥奪されるとの見通しにも言及した[57]。

- 2月11日、ホセ・ルイス・ロドリゲス・サパテロ首相が公式記者会見で、コンタドールが無罪であることを確信していると表明[58]。また2月14日付のエル・パイス紙は、出場停止処分はないとする記事を掲載した[59]。

- 2月15日、スペイン自転車競技連盟は、コンタドールの裁定不服申し立てを踏まえ、当初提示していた1年間の出場停止を撤回し、不問に処すことを決した。この裁定を受けコンタドールは、翌16日開幕のヴォルタ・アン・アルガルヴェに出場した[60]。

- 2月16日、ツアー・オブ・オマーンを視察中のUCI会長、パット・マッケイドは、コンタドールに対するスペイン自転車競技連盟の裁定について批判の意を示し、また後日スポーツ仲裁裁判所(CAS)を通じ、世界アンチ・ドーピング機関(WADA)とともに経緯について質す構えも示した[61]。

- 3月24日、UCIは、スペイン車連の裁定を不服として、CASに提訴[62]。

- 5月20日、CASは、コンタドールに対する公聴会を、当年6月6日から8日までの期間に行なう予定とし、裁定については、ツール・ド・フランスの開幕直前までに出したい意向[63]としていた。

- しかし、5月26日になってCASは、公聴会の延期を発表[64]。これにより、裁定がツール・ド・フランスの期間中、又は終了後となる可能性も出てきた[65]。

- 5月30日、WADAの事務局長・デヴィッド・ハウマンは、公聴会延期を尊重する構えを示した[66]。

- 5月31日、CASの公聴会は、当年8月1日から3日まで行うこととし、コンタドールは当年のツール・ド・フランスに参加が可能になった。一方、UCIとWADAは、CASにおける裁定如何によっては、2010年以降に獲得したタイトルを剥奪する見通しを言及した[67]。またこれに関連してツール・ド・フランス主催者のアモリ・スポル・オルガニザシオン(ASO)は、コンタドールの参加を止める理由はないと表明[68]。

- 7月26日、CASの公聴会が再度延期されることになった[69]。

- 8月27日、改めてCASの公聴会を、当年11月21日〜24日に、スイスのローザンヌで行うことを決定した[70]。

- 11月23日、CASの公聴会に、かつてのチームメイトであったパオロ・ティラロンゴとベンハミン・ノバルが証人として証言台に立ったが、詳細な内容については両者ともコメントを差し控えた[71]。

- 11月24日、公聴会で15分間に亘って供述し、食肉汚染によるものだという主張を貫いた[72]。

- 12月21日、CASは裁決を、翌2012年1月15日〜20日の間に下すことを表明[73]。

### 2012年
- 1月16日、CASは、裁決が当月末までずれ込む可能性を示した。前週、レディオシャック・ニッサンのオーナー、フラヴィオ・ベッカが、前月チーム・サクソバンクがイスラエルでキャンプを行なった際、イスラエルの評決官にバイアスがかけられたのではないかという疑いの目を向けた話を受け、スペイン自転車競技連盟(RFEC)に確かめるためだとしている[74]。

- 1月30日、CASは、当初当月末までに出すとしていたコンタドールへの裁決をまたもや延期することを決め、当年2月6日に裁決が出る見通しとなった[75]。

- 2月6日、CASは、UCI及びWADAが訴状に挙げた、コンタドールのクレンブテロール陽性を認め、コンタドールに当年8月5日まで、2年間の出場停止処分を下した。これにより、2010年のツール・ド・フランスの総合優勝者はアンディ・シュレクに、また2011年のジロ・デ・イタリアの総合優勝者はミケーレ・スカルポーニとなる見通し[76][77]。さらにCASはコンタドールに対し、2485000ユーロの罰金を支払うよう命じた[78]。ちなみに、罰金要求額はコンタドールの推定年俸（約500万ユーロ）の約7割にあたる350万ユーロを基に、その約7割分として算出したものである[79]。

- CAS（スポーツ仲裁裁判所）による裁定の要旨は、コンタドール側が主張した食肉の汚染を原因とするケースは発生し得るとしつつも、一般的にはスペインの食肉がクレンブテロールに汚染されている確率は非常に低いとし、WADA側が主張した意図的なドーピングについても可能性は同様に低いとするものであった。合理的判断において汚染源となった可能性が最も高いのはサプリメント製品であるが、これはCASの意見であり原因として特定するものではないとした。

これによりコンタドールはアンチドーピング規定に定められた処分の軽減もしくは取消しの条件（どのように禁止物質が体内に入ったかを証明できること）を満たさなかったものとしてUCI及びWADAの主張が部分的に認められ、ドーピング違反とする裁定が下された。
- 4月2日、UCIが定めるチームポイントの約3分の2を獲得していたコンタドールの2010年のツール・ド・フランス以降の成績抹消により、コンタドールが所属していたチーム・サクソバンクに対し、UCIプロチームライセンスの剥奪が検討されていた問題で、UCIは、とりあえず当年度末まではライセンスを認める決断を下した[81]。

- 4月3日、コンタドールが同月2日までにCASへの不服申し立てを行わなかったため、出場停止処分が確定した[82]。

## 使用機材
2006年のリバティセグロス・ウルトでは、BH Global-Concept-G2を使用し、山岳コースで強烈な上りを見せている。後にこのフレームはその年の秋に最高フレーム賞を受賞、ISPの優位性を見せ付け、その後の流行の発端となった。今でもこのフレームの性能は色あせていない。
2007年に所属したディスカバリーチャンネルではトレック社のマドンにシマノのデュラエースを装着してツール・ド・フランス総合優勝を果たしたが、2008年はSRAM社の最高級コンポであるREDをマドンに装着してジロ・デ・イタリアを勝ち取っている。
2009年のツール・ド・フランスはTrek・Madone6.9Pro+SRAM RED+Bontragerのコンポネートで再びツールを勝ち取った。
2009年シーズンオフにスペシャライズドと個人的にスポンサー契約を結ぶ。チームとメーカーという契約は当たり前ではあるが、個人とメーカーの契約は異例の事。

## タイプ
当初はクライマーの傾向が強かったが、アマチュア時代にスペイン選手権のU-23個人タイムトライアルで優勝するなどもともとタイムトライアルの才能も併せ持った選手であった。そのため2007, 2008年のレースではタイムトライアルスペシャリストに迫る能力を発揮しており、オールラウンダー型の選手へと進化した。特に強みが見えるのは急斜面でのアタック能力で、勝負所の峠で切れ味鋭いアタック開始、一撃で他を置き去りにしゴールまで持っていくという戦法を得意としていて、08ブエルタや09ツールでこの戦法でリーダージャージを奪い取っている。細身でありながらTTスペシャリストを撃破するほどの激走ができる。
一方で、ワンデーレースにおける顕著な実績は前述の国内選手権個人TT制覇くらいで、典型的なステージレーサーと言える。

## エピソード
- ステージ優勝の際のゴール時に、ガッツポーズの代わりに拳銃を撃つポーズをすることでも知られており(2009年ツール第15ステージ優勝の際の例)、愛称のEl Pistolero(エル・ピストレロ)はこれに由来する。このポーズを本人は気に入ってるのか、2009年ツールでの表彰式の際にこのポーズが描かれた帽子を被っている。

## 主な戦績
横線はドーピング違反により抹消された戦績
2003年
ツール・ド・ポローニュ 区間1勝(第8)
2005年
セトマナ・カタラナ 総合優勝。区間1勝(第3)
ツアー・ダウンアンダー 区間1勝(第5)
バスク一周 区間1勝(第5b)、ポイント賞
ツール・ド・ロマンディ 総合4位、区間1勝(第4)
ツール・ド・フランス 新人賞部門3位
2006年
ツール・ド・ロマンディ総合2位、区間1勝(第3)
ツール・ド・スイス 区間1勝(第8)
2007年
  ツール・ド・フランス
総合優勝、新人賞、区間1勝(第14)
パリ〜ニース 総合優勝、新人賞、区間2勝(第4、第7)
ブエルタ・ア・カスティーリャ・イ・レオン 総合優勝、複合賞、区間1勝（第4）
2008年
 ジロ・デ・イタリア 総合優勝
  ブエルタ・ア・エスパーニャ
総合優勝、複合賞、区間2勝(第13、第14)
バスク一周 総合優勝、区間2勝(第1、第6)
ブエルタ・ア・カスティーリャ・イ・レオン 総合優勝、複合賞、区間2勝（第1、第4）
北京オリンピック・ITT 4位
2009年
 ツール・ド・フランス 総合優勝、区間2勝(第15、第18)（これ以外にTTTの1勝がある）
バスク一周 総合優勝、区間2勝(第3、第6)
 スペイン国内選手権・ITT 優勝
パリ〜ニース 総合4位、区間2勝(第1、第6)
ヴォルタ・アン・アルガルヴェ 総合優勝、区間1勝（第4）
UCI ワールドランキング 年間王者
2010年
ツール・ド・フランス 総合優勝
ヴォルタ・アン・アルガルヴェ 総合優勝、区間1勝（第3）
パリ〜ニース 総合優勝、区間1勝(第4)
ブエルタ・ア・カスティーリャ・イ・レオン 総合優勝、複合賞、区間1勝（第4）
クリテリウム・デュ・ドフィネ 総合2位&ポイント賞、区間2勝（プロローグ、第6=ラルプ・デュエズ）
2011年
ブエルタ・ア・ムルシア 総合優勝&ポイント賞、区間2勝（第2、第3）
カタルーニャ一周 総合優勝、区間1勝（第3）
ジロ・デ・イタリア 総合優勝 & ポイント賞 & 区間2勝（第9、第16）
ツール・ド・フランス 総合5位
UCIワールドツアー 個人総合3位
2012年
エネコ・ツアー 総合4位
ブエルタ・ア・エスパーニャ
 総合優勝
ポイント賞部門 3位
複合賞部門 3位
第17ステージ 優勝
世界選手権・ITT 9位
ミラノ〜トリノ 優勝
ジロ・ディ・ロンバルディア 9位
UCIワールドツアー 総合12位
2013年
ツアー・オブ・オマーン 総合2位
ティレーノ〜アドリアティコ
ポイント賞
総合3位
バスク一周 総合5位
クリテリウム・デュ・ドフィネ 総合10位
ツール・ド・フランス 総合4位、チーム総合優勝
2014年
ティレーノ〜アドリアティコ 総合優勝
カタルーニャ一周 総合2位
バスク一周 総合優勝
  ブエルタ・ア・エスパーニャ
総合優勝、複合賞、区間2勝(第16、第20)
2015年
ブエルタ・ア・アンダルシア 総合2位
ティレーノ〜アドリアティコ 総合5位
 ジロ・デ・イタリア 総合優勝
ルート・デュ・スュド 総合優勝
ツール・ド・フランス 総合5位
2016年
パリ～ニース 総合2位
バスク一周 総合優勝
クリテリウム・デュ・ドフィネ プロローグ優勝
ブエルタ・ア・ブルゴス 総合優勝
ブエルタ・ア・エスパーニャ2016 総合4位、総合敢闘賞
2017年
パリ～ニース 総合2位
バスク一周 総合2位
ツール・ド・フランス 総合9位、敢闘賞2回(第13,17ST)
ブエルタ・ア・エスパーニャ 総合5位、総合敢闘賞、区間優勝 (第20ステージ)
尚、当該年度の全ての成績を剥奪された2011年シーズンを除き、プロ1年目から現役最終年まで全てのシーズンで勝利を挙げた。

### グランツールの総合成績
| グランツール               | 2005 | 2006 | 2007 | 2008 | 2009 | 2010 | 2011 | 2012 | 2013 | 2014 | 2015 | 2016 | 2017 |
| -------------------------- | ---- | ---- | ---- | ---- | ---- | ---- | ---- | ---- | ---- | ---- | ---- | ---- | ---- |
| ジロ・デ・イタリア         | -    | -    | -    | 1    | -    | -    | 1    | -    | -    | -    | 1    | -    | -    |
| ツール・ド・フランス       | 31   | -    | 1    | -    | 1    | 1    | 5    | -    | 4    | 棄権 | 5    | 棄権 | 9    |
| ブエルタ・ア・エスパーニャ | -    | -    | -    | 1    | -    | -    | -    | 1    | -    | 1    | -    | 4    | 5    |